# 945
Cette page concerne l'année 945  du calendrier julien. Pour l'année 945 av. J.-C., voir 945 av. J.-C. Pour le nombre 945, voir 945 (nombre).
L'année 945 est une année commune qui commence un mercredi.

## Événements
- Août : le Kharidjite Abu Yazid, révolté contre les Fatimides, doit lever le siège de Mahdia après l'intervention de Ziri ibn Menad qui parvient à ravitailler la ville[1]

- 20 décembre[2] : Le prince Buyide Ahmed ibn Buway, émir récemment converti originaire des montagnes du Daylan au sud de la Caspienne, prend Bagdad et obtient les pleins pouvoirs, le titre d’amîr al-umarâ’ (émir des émirs) et le nom de Mu'izz al-Dawla. C'est le début de la tutelle des Buyides sur le califat abbasside (fin en 1055).

- Début de la guerre entre les Khmers et le Champâ, royaume indianisé de l'est de la péninsule indochinoise (fin en 946)[3].
- Ibn Shahriyar, dans son Livre des merveilles de l'Inde (Kitab al Ajaib al Hind), rapporte le témoignage d'un marchand arabe du nom d'Ibn Lakis qui voit arriver sur la côte du Mozambique "un millier d'embarcations" montées par des "Waq-Waq" qui viennent d'îles "situées en face de la Chine" (c'est-à-dire d'Indonésie) chercher des produits et des esclaves "zeng"[4].

### Europe
- 27 janvier : Stephanos et Constantin, les fils de Romain Ier Lécapène, sont déposés et cloîtrés par Constantin VII Porphyrogénète[5]. Sa femme Hélène gouverne l’empire avec Bardas Phokas et ses fils Nikephoros et Léon.
- Printemps : Bérenger d'Ivrée passe les Alpes par le col du Brenner avec une petite armée. Vérone lui ouvre ses portes. Bientôt tous les nobles et évêques d'Italie embrassent sa cause. Le roi d'Italie Hugues d'Arles se retire à Pavie pendant que Bérenger marche triomphalement sur Milan[6]. Lors d'une diète réunie dans cette ville, Hugues d'Arles abdique en faveur de son fils Lothaire. Bérenger se fait nommer conseiller suprême du jeune homme et assure le pouvoir effectif[7].
- 6 avril : Pâques. Constantin VII fait couronner basileus son fils Romain II par le patriarche Théophylacte[5].
- Avril : Le château de Montigny près de Soissons, qui appartient au roi Louis d'Outremer, est pris et incendié vers les fêtes de Pâques par Bernard de Senlis, Thibaud de Blois le Tricheur et Herbert III d'Omois[8]. Bernard de Senlis pille le domaine royal de Compiègne. Le roi ravage le Vermandois avec une armée recrutée en Normandie[9].
- 6 mai : Louis d'Outremer met le siège devant Reims ; Hugues le Grand obtient la levée du siège 15 jours plus tard en échange de la remise d'otages par l'archevêque Hugues de Reims et de la tenue d'une conférence[10].
- 16 juin : consécration par l'évêque de Barcelone Guilarà de l'église du couvent de Sant Pere de les Puelles par le comte Suniaire de Barcelone et son épouse Riquilda[11].

- 1er juillet : plaid tenu par Louis d'Outremer en présence des envoyés de Hugues le Grand ; une trêve est conclue jusqu'au 15 août[10].
- 13 juillet : Louis d'Outremer, qui se rend à Bayeux à l'invitation du Viking Haraldr, est surpris dans une embuscade sur la Dives par les Normands[10]. Son escorte est massacrée, dont le comte Herluin de Montreuil. Le roi est conduit à Rouen par un Normand fidèle mais est fait prisonnier par Bernard le Danois, puis emmené auprès d'Hugues le Grand qui le retient jusqu'en juillet 946[12],[8]. 
  - Ayant confié son prisonnier à Thibaud de Blois, Hugues le Grand se rend en Lorraine mais Otton Ier refuse de le recevoir. Rentré en France, le duc intervient dans le partage des biens d’Herbert II de Vermandois entre ses fils. Albert obtient le Vermandois, Robert Troyes et Meaux, Herbert l’abbaye de Saint-Médard de Soissons. Hugues reçoit une ambassade du roi Edmond d'Angleterre qui lui demande de libérer Louis, son cousin[12].
  - Le jeune Richard Ier peut se faire reconnaitre en Normandie à l'assemblée de Saint-Clair-sur-Epte[13].
- 31 octobre : ambassade byzantine auprès du roi de Germanie Otton Ier[14].

- Les Russes prêtent serment dans l'église Saint-Elie de Kiev pour sceller le traité conclu avec les Grecs[15].
- Révolte des Slaves Drevlianes contre le tribut levé par Igor en Russie. Igor de Kiev est assassiné au cours de la répression de la révolte. Olga, son épouse, assure la régence pour leur fils Sviatoslav et établit un réseau administratif pour la collecte du tribut (fin en 964)[15].
- Lothaire reconnaît les assemblées des citoyens de Mantoue, Vérone et Brescia[16].
- Réforme de l'abbaye Saint-Remi de Reims menée par Archambault, abbé de Fleury[17].